# Colette Baudoche
Colette Baudoche, sous-titré histoire d'une jeune fille de Metz, est un roman de Maurice Barrès paru en 1909. L'intrigue se déroule en Lorraine après la guerre franco-allemande de 1870, et raconte la relation qui se noue lentement entre une jeune femme française et un professeur allemand. Pierre Popovic note que, dans le roman, « les vestiges et les traces du passé sont donnés pour indiciels d’un art de vivre messin (et lorrain), considéré comme l’échantillon d’une civilisation exceptionnelle, celle de la France ».
En 1994, un court-métrage a été tiré de ce roman, sous le titre Lothringen !, par Jean-Marie Straub et Danièle Huillet. Il avait été adapté au théâtre, en 1915, par l'écrivain et dramaturge Pierre Frondaie.